# José Montero (baloncestista)
José Montero (Santiago del Estero, 2 de enero de 1995) es un baloncestista argentino que se desempeña como escolta en Atenas de la Liga Nacional de Básquet de Argentina.

## Trayectoria
Montero se formó en la cantera de Quimsa, pero hizo su debut como profesional en 2013 en el Atenas de la ciudad de La Plata. Regresó luego al club santiagueño para disputar la temporada temporada 2014-15 de la LNB, la cual culminaría con la conquista del título por parte de su equipo. Montero, en lo personal, disputó 30 partidos, promediando 1,2 puntos en 4,5 minutos por juego.
Las siguientes dos temporadas las viviría en equipos del ascenso: jugó con Central San Javier en el Torneo Federal de Básquetbol y con Oberá en el Torneo Nacional de Ascenso.
Regresó a Quimsa en 2017 para ocupar una de las fichas para jugadores Sub-23. Sin embargo su segunda temporada con el equipo santiagueño no sería muy diferente a la primera, relegado a la banca de suplentes a lo largo del certamen. Tuvo, de todos modos, la chance de disputar la Liga de Desarrollo, la cual su equipo conquistaría siendo Montero reconocido como el MVP de las finales.
En el invierno de 2018, luego de disputar la Liga 3x3 por Quimsa, fue nuevamente cedido a un equipo de segunda división: Hindú de Resistencia.

### Clubes
Actualizado al 29 de agosto de 2024

| Club                 | País      | Año             |
| -------------------- | --------- | --------------- |
| Atenas de La Plata   | Argentina | 2013 - 2014     |
| Quimsa               | Argentina | 2014 - 2015     |
| Central San Javier   | Argentina | 2015 - 2016     |
| Oberá                | Argentina | 2016 - 2017     |
| Quimsa               | Argentina | 2017 - 2018     |
| Hindú de Resistencia | Argentina | 2018 - 2019     |
| Obras Sanitarias     | Argentina | 2019 - 2020     |
| Comunicaciones       | Argentina | 2020 - 2021     |
| San Isidro           | Argentina | 2021 - 2023     |
| Atenas de Córdoba    | Argentina | 2023 - Presente |